# Moribund
Moribund är det norska black metal-bandet Koldbranns andra studioalbum, utgivet 2006 av skivbolaget Twilight Vertrieb.

## Låtlista
1. "Alt er befengt" – 6:01
2. "I suveren forakt" – 6:38
3. "Steinet til jorden" – 5:57
4. "Djevelens treskeverk" – 6:01
5. "Smell of Vitriol" – 5:54
6. "Moribund" – 5:36
7. "Av sjel stagnert" – 6:39
8. "Til Skiringsheim" (instrumental) – 2:13
9. "Fullt spekter dominans" – 4:13
10. "Skvadron" – 6:42
11. "Bestial Swarm" – 3:56

- Text: Kvass
- Musik: Kvass (spår 1–3, 6, 8–11), Mannevond (spår 4, 5, 7)

## Medverkande
Musiker (Koldbrann-medlemmar)
- Mannevond (Lloyd Hektoen) – sång, gitarr
- Kvass – gitarr
- Stian Johnskareng – basgitarr
- Fordervelse (Tom V. Nilsen) – trummor
- Geir Antonsen – gitarr

Bidragande musiker
- Lars Wachtfels – intro (spår 4)
- Iblis (Sven Löbl) – sång

Produktion
- Jens Krabbenhöft – ljudtekniker
- Tom Kvålsvoll – mastering
- Kim Sølve – omslagskonst
- Trine Paulsen – omslagskonst